# إيمان فيلاني
إيمان فيلاني (مواليد 2001 أو 2002)، هي ممثلة كندية من أصل باكستاني. في سبتمبر 2020، اختيرت للعب دور الآنسة مارفل في المسلسل التلفزيوني القادم من ديزني+ الذي يحمل نفس الاسم، في ظهورها على الشاشة الأول. قبل ذلك، تم اختيارها كعضو في لجنة الموجة التالية في مهرجان تورنتو السينمائي الدولي 2019.

## النشأة والتعليم
وُلدت فيلاني لمهاجرين إسماعيليين مسلمين من باكستان، وهي من ماركهام، أونتاريو. التحقت بمدرسة Unionville الثانوية.

## فيلموغرافيا
| عام  | عنوان         | وظيفة                      | ملاحظات         |
| ---- | ------------- | -------------------------- | --------------- |
| 2021 | الآنسة مارفيل | كامالا خان / الآنسة مارفيل | دور أساسي؛ قادم |

## روابط خارجية
- إيمان فيلاني على موقع IMDb (الإنجليزية)
- إيمان فيلاني على موقع ميتاكريتيك (الإنجليزية)
- إيمان فيلاني على موقع روتن توميتوز (الإنجليزية)
- إيمان فيلاني على موقع قاعدة بيانات الأفلام العربية
- إيمان فيلاني على موقع ألو سيني (الفرنسية)
- إيمان فيلاني على موقع قاعدة بيانات الفيلم (الإنجليزية)
- إيمان فيلاني على موقع ليتربوكسد (الإنجليزية)
- إيمان فيلاني على موقع كينوبويسك (الروسية)